# Пурнаґірі (храм)
Пурнаґірі — храм біля міста Танакпур в індійському штаті Уттаракханд, присвячений богині Пурнаґірі-Деві. Серед паломників храму існує традиція загадувати бажання і зав'язувати низку, а потім поевртатися і розв'язувати її, якщо бажання виконається. Кріи того, у храмі щороку проводиться фестифаль Пурнаґірі, за яким слідує ярмарок, що триває 40 днів та привертає багато туристів.